# 絶縁テープ

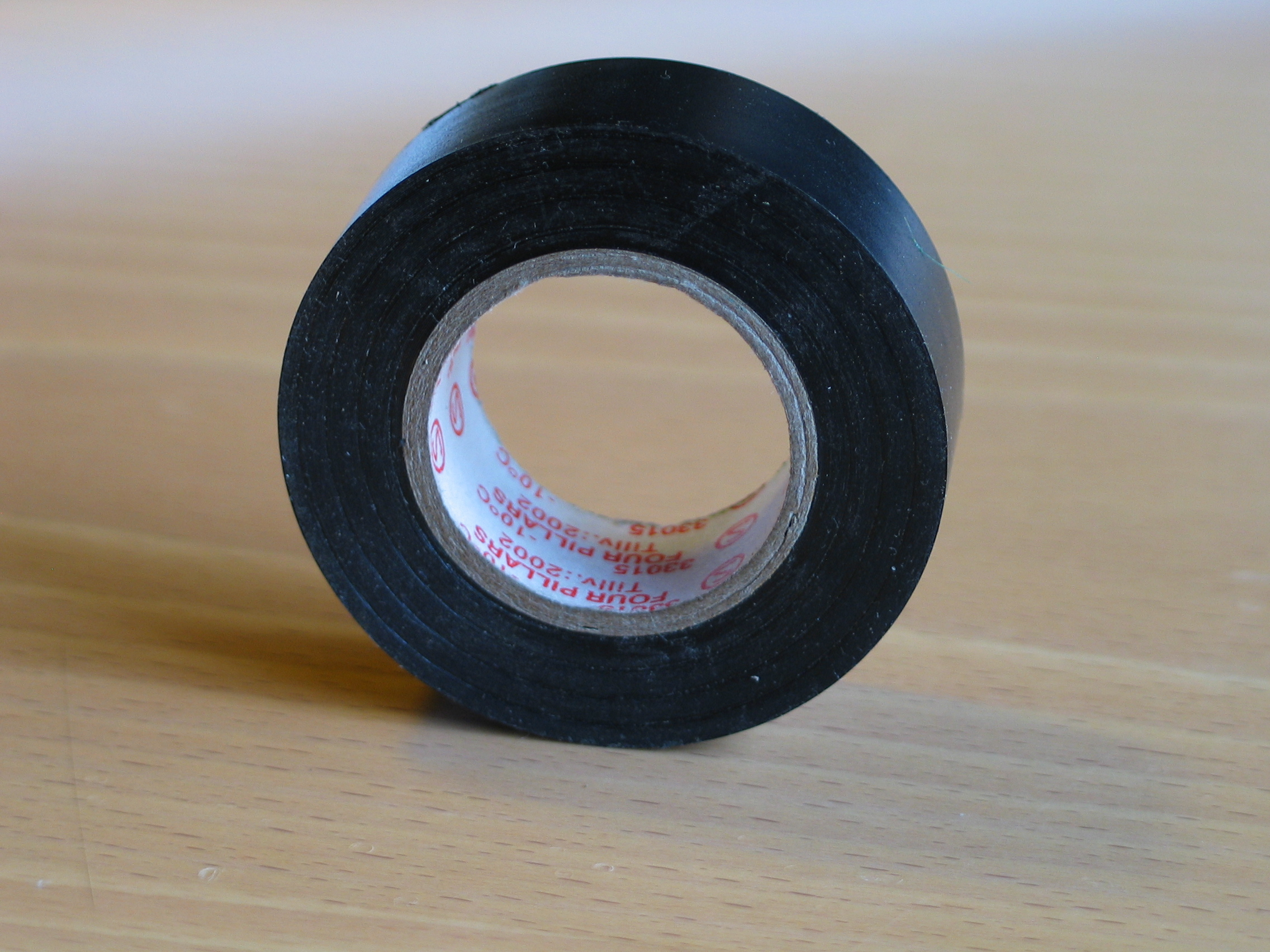
黒色の絶縁テープ

絶縁テープ（ぜつえんテープ、英語: electrical tape）とは、電線などの絶縁被覆の補修に使われる粘着テープ。電気絶縁テープ、耐熱テープ、ビニールテープとも呼ばれる。一般的にはポリ塩化ビニル (PVC) を基材としたものを見かけることが多い。
色によって分けられ、接地用は黄色と緑色の縞模様など、各電線の色にあったものが使用される。

## 主なメーカー
- スリーエム ジャパン
- 古河電工
- 日東電工
- 寺岡製作所
- トーヨーケミカル
- 矢崎電線
- 積水化学工業
- デンカ